# Valentina Oppedisano
Valentina Oppedisano (* 23. Januar 1992) ist eine ehemalige deutschitalienische Fußballspielerin, die seit Oktober 2023 als Cheftrainerin der zweiten Frauenmannschaft von Grün-Weiß Lankern tätig ist.

## Karriere
Oppedisano, die zuletzt in der Saison 2008/09 für die B-Jugendmannschaft des FCR 2001 Duisburg aktiv war und mit ihr am 21. Juni 2009 den Niederrhein-Pokal mit 3:0 über Borussia Mönchengladbach gewann, rückte zur Saison 2009/10 in die zweite Mannschaft auf, für die sie in der Gruppe Süd der seinerzeit zweigleisigen 2. Bundesliga in 20 Punktspielen zum Einsatz kam, mit elf Toren eine beachtliche Quote erzielte und gemeinsam mit Barbara Müller vereinsintern beste Torschützin wurde. Ihr Debüt im Seniorinnenbereich krönte sie zum Saisonauftakt am 20. September 2009 beim 6:2-Sieg im Heimspiel gegen den TuS Wörrstadt mit ihren ersten beiden Toren zum 3:2 und 6:2 in der 55. und 87. Minute. In der Folgesaison erzielte sie sieben Tore in 18 Zweitligaspielen. In dieser Zeit wurde sie am 14. Mai 2011 das einzige Mal für die erste Mannschaft im Turnier um den Bundesliga-Cup 2011 beim 6:3-Sieg gegen den Hamburger SV eingesetzt. In ihrer letzten Saison, in der Gruppe Nord, bestritt sie zwölf Punktspiele, in denen ihr vier Tore gelangen. Mit dem Abstieg ihrer Mannschaft in die drittklassige Regionalliga West nahm sie einen Ortswechsel wahr und gehörte eine Saison lang dem Landesligisten TuS Düsseldorf-Nord an. Anschließend bestritt sie 23 Punktspiele und erzielte vier Tore für die zweite Mannschaft von Bayer 04 Leverkusen in der Regionalliga West. Ein erneuter Vereinswechsel führte sie zum Ligakonkurrenten Borussia Mönchengladbach dem sie bis zum Saisonende 2018/19 – zuletzt in der Bundesliga – angehörte. Für diesen Verein bestritt sie 19 Regionalligaspiele (12 Tore), 37 Zweitligaspiele (10 Tore), 22 Bundesligaspiele (3 Tore) und fünf Pokalspiele (1 Tor). Ihr erstes von acht Saisonspielen in der Bundesliga bestritt sie am  11. September 2016 (2. Spieltag) bei der 0:1-Niederlage im Heimspiel gegen den SC Sand mit Einwechslung für Sandra Wegerich in der 82. Minute. Ihr erstes von insgesamt drei Bundesligatoren erzielte sie am 14. Oktober 2018 (4. Spieltag) beim 4:4-Unentschieden im Heimspiel gegen Bayer 04 Leverkusen mit dem Treffer zum 3:0 in der 62. Minute. Der Zweitvertretung half sie in zwei Saisonen insgesamt zehnmal aus und erzielte dabei drei Tore. Von 2019 bis 2021 spielte sie für den Düsseldorfer SC 99 in der Landes- und von 2021 bis 2023 für den SuS 09 Dinslaken in der Bezirksliga Niederrhein.

## Erfolge
- Zweimaliger Aufstieg in die Bundesliga
  - als Zweiter der 2. Bundesliga Süd 2016 und als Meister der 2. Bundesliga Nord 2018
- Aufstieg in die 2. Bundesliga
  - als Meister der Regionalliga West 2015
- Niederrhein-Pokalsieger 2009

## Sonstiges
In der Saison 2023/24 betreute sie im Juli und August in vier Testspielen den SuS 09 Dinslaken als Co-Trainerin; seit Oktober ist sie Cheftrainerin der zweiten Mannschaft von Grün-Weiß Lankern.